# В распутицу
«В распутицу» — советский двухсерийный художественный фильм 1986 года.

## Сюжет
Работник райкома Матвей Песцов предлагает ввести в звеньях одного из колхозов коллективный подряд. Его начинаниям сопротивляется администрация и председатель колхоза Волгин. Но Песцов не сдаётся — и становится заместителем Волгина.

## В ролях
- Любомирас Лауцявичюс — Матвей Ильич Песцов
- Мария Зубарева — агроном Надя Селина
- Валерий Порошин — Егор Иванович Никитин
- Сергей Плотников — Игнат Павлович Волгин, председатель колхоза
- Всеволод Санаев — Василий Петрович Стогов, секретарь райкома
- Владимир Земляникин — Бобриков Игнат Сергеевич, начальник сельхозуправления
- Даниил Нетребин — Иван, член правления
- Николай Горлов — колхозник
- Михаил Брылкин — Никита Филатович
- Андрей Гусев — Степка Никитин, тракторист
- Борис Бачурин — Бутусов, комбайнер
- Виктор Филиппов — Круглов
- Марина Гаврилко
- Иван Косых — учетчик
- Фёдор Валиков
- Валентина Ушакова
- Александра Харитонова — жена Волгина
- Ольга Сошникова — секретарша Стогова

## Съёмочная группа
- Режиссёры-постановщики: Андрей Разумовский
- Автор сценария: Борис Можаев
- Оператор: Борис Брожовский
- Художник: Владимир Кирс
- Композитор: Игорь Ефремов
- Звукорежиссёр: Юрий Фетисов